# 1992 en république du Congo

## Gouvernement
- Président : Denis Sassou-Nguesso, président de transition jusqu'au 31 août, puis Pascal Lissouba
- Premier ministre : André Milongo, Premier ministre de transition ; Maurice Bongho-Nouarra du 8 septembre au 31 octobre ; Claude Antoine Da Costa nommé début décembre

## Événements
- 15 janvier : mutinerie du groupement aéroporté, qui conteste la nomination du secrétaire d'État à la Défense Michel Gouango
- 26 janvier : le Premier ministre de transition André Milongo rend publique la composition de son nouveau gouvernement, mettant un terme à la mutinerie
- 15 mars : la nouvelle Constitution, proche de la constitution française de 1958 (bicaméralisme, Premier ministre nommé par le Président et responsable devant l'Assemblée nationale) est adoptée par référendum ;
- 3 mai : élections locales, où l'UPADS et le MCCDI obtiennent la plus grande partie des sièges
- 24 juin : premier tour des élections législatives
- 12 juillet : deuxième tour des élections législatives : l'alliance UPADS-AND-PCT obtient la majorité des sièges
- 26 juillet : élections sénatoriales
- 2 août : premier tour de l'élection présidentielle ; Pascal Lissouba (UPADS) arrive en tête avec 35,89 % des voix, suivi par Bernard Kolélas (MCCDI) avec 20,32 % (ces deux candidats accèdent au second tour), Denis Sassou-Nguesso (PCT) avec 16,87 % et André Milongo avec 10,19 %.
- 16 août : deuxième tour de l'élection présidentielle, dont les résultats sont proclamés le 20 août : Pascal Lissouba est élu président de la République avec 61,33 % des voix. Il prête serment devant la Cour suprême le 31 août.
- 8 septembre : Maurice Bongho-Nouarra est nommé Premier ministre et rend publique la composition du gouvernement
- 24 septembre : André Mouélé est élu président de l'Assemblée nationale
- 1er octobre : Augustin Poignet est élu président du Sénat
- 31 octobre : l'Assemblée nationale adopte une motion de censure contre le gouvernement Bongho-Nouarra, après que le PCT a rejoint l'opposition
- 17 novembre : le président Lissouba dissout l'Assemblée nationale
- 26 novembre : meeting de l'opposition à Brazzaville, boulevard des Armées
- 30 novembre : trois personnes sont tuées par balle au cours d'une manifestation organisée par l'opposition pour protester contre la dissolution de l'Assemblée nationale
- 2-3 décembre : négociation et signature d'un accord en vue de la mise en place d'un gouvernement d'union nationale ; le président Lissouba nomme Claude Antoine Da Costa Premier ministre, nomination contestée par l'opposition